# PRIDE 武士道 -其の伍-
PRIDE 武士道 -其の伍-（プライド ぶしどう そのご）は、日本の総合格闘技イベント「PRIDE」の大会の一つ。2004年（平成16年）10月14日、大阪府大阪市の大阪城ホールで開催された。

## 大会概要
五味隆典がPRIDE武士道で初めてメインイベントに登場。チャールズ・"クレイジー・ホース"・ベネットからチキンウィングアームロックで見込み一本勝ちを収めた。
桜井"マッハ"速人は、クラウスレイ・グレイシーに一本負けを喫した。
今成正和が初参戦するも、ルイス・ブスカペに判定負けを喫した。
この頃から中量級の日本人選手が外国の強豪選手と対戦する形が現れ始めた。

## 試合結果
第1試合 PRIDE武士道ルール 1R10分、2R5分
○  マウリシオ・ショーグン vs.  滑川康仁 ×
1R 6:02 TKO（レフェリーストップ：パウンド）
第2試合 PRIDE武士道ルール 1R10分、2R5分
○  戦闘竜 vs.  マル・"ザ・ツイン・タイガー" ×
1R 0:21 KO（右フック→パウンド）
第3試合 PRIDE武士道ルール 1R10分、2R5分
○  ルイス・ブスカペ vs.  今成正和 ×
2R終了 判定3-0
第4試合 PRIDE武士道ルール 1R10分、2R5分
○  美濃輪育久 vs.  上山龍紀 ×
2R終了 判定2-1
第5試合 PRIDE武士道ルール 1R10分、2R5分
○  イゴール・ボブチャンチン vs.  藤井軍鶏侍 ×
1R 4:02 TKO（レフェリーストップ：スタンドパンチ連打）
第6試合 PRIDE武士道ルール 1R10分、2R5分
○  長南亮 vs.  カーロス・ニュートン ×
2R終了 判定3-0
第7試合 PRIDE武士道ルール 1R10分、2R5分
○  クラウスレイ・グレイシー vs.  桜井"マッハ"速人 ×
2R 2:09 腕ひしぎ十字固め
第8試合 PRIDE武士道ルール 1R10分、2R5分
○  五味隆典 vs.  チャールズ・"クレイジー・ホース"・ベネット ×
1R 5:52 TKO（レフェリーストップ：チキンウィングアームロック）